# William Smith (geolog)
William 'Strata' Smith (n. 23 martie 1769, Churchill⁠(d), West Oxfordshire, Anglia, Regatul Marii Britanii – d. 28 august 1839, Northampton, Anglia, Regatul Unit al Marii Britanii și Irlandei) a fost un geolog englez, apreciat pentru că a creat prima hartă geologică națională. Este cunoscut ca „Părintele Geologiei Engleze”.
A realizat hărți geologice pentru diferite comitate engleze. Multe dintre tehnicile sale mai sunt încă folosite, printre acestea, utilizarea fosilelor pentru datarea straturilor.

## Note

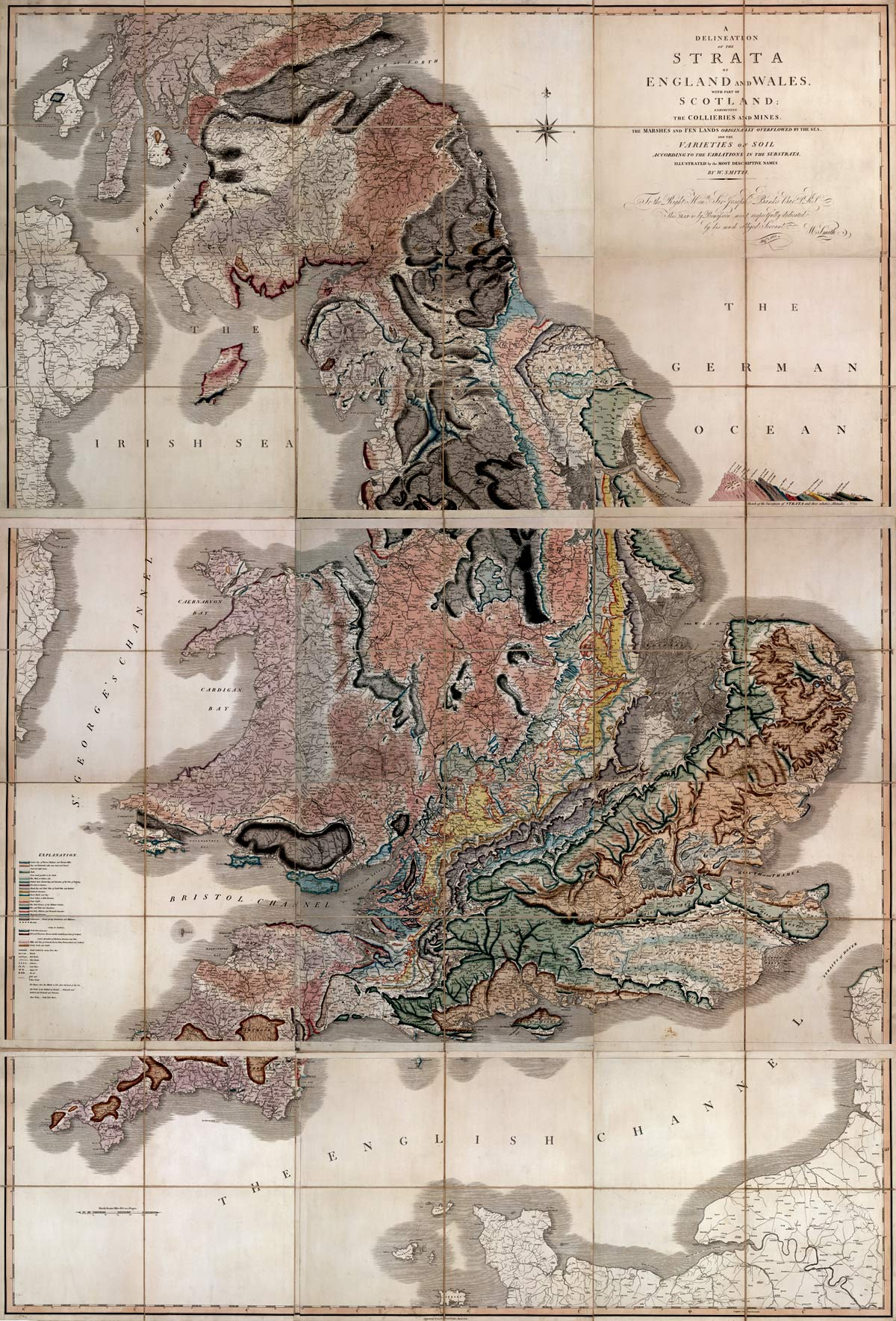
Faimoasa hartă geologică a lui Smith din 1815.